# هاينز ألدينجر
هاينز ألدينجر (7 يناير 1933 - أكتوبر 2024)، هو حكم كرة قدم ألماني. كان حكماً مساعداً في كأس العالم لكرة القدم 1974.
وأدار مباراة واحدة في بطولة أوروبا لكرة القدم 1980 في إيطاليا. كما أدار نهائي كأس الكؤوس الأوروبية عام 1978 بين أندرلخت وأوستريا فيينا في بارك دي برينس.

## وفاته
في 18 أكتوبر 2024، أعلن الاتحاد الألماني لكرة القدم وفاة ألدينجر عن إحدى وتسعين سنة.